# Who Made Who (Album)
Who Made Who (englisch für „Wer erschuf wen“) ist ein Soundtrackalbum der australischen Hard-Rock-Band AC/DC aus dem Jahr 1986. Es diente als Filmmusik für Stephen Kings Rhea M – Es begann ohne Warnung (Originaltitel: Maximum Overdrive).

## Entstehung und Veröffentlichung
Die Erstveröffentlichung von Who Made Who erfolgte am 23. Mai 1986 bei Atlantic Records. Das Album erschien in seiner Originalausführung als CD mit neun Titeln (Katalognummer: 7567-81650-2). Im Folgemonat erschien das Album am 23. Juni als LP-Ausführung (Katalognummer: APLP 431068).
Das Album beinhaltet eine Zusammenstellung aus bereits veröffentlichtem Liedmaterial, die von den AC/DC-Mitgliedern geschrieben und produziert wurden. Die drei Lieder Chase the Ace, D.T. und Who Made Who sind die einzigen für dieses Album neu geschriebenen und aufgenommenen Lieder, alle anderen Titel stammen aus früheren Bandalben. Ein Lied stammt aus der Bon-Scott-Ära, die anderen entstanden sämtlich unter Sänger Brian Johnson. Für die Produktion dieser Zusammenstellung arbeitete die Band erstmals wieder mit Harry Vanda und George Young zusammen, die für die Band zuletzt das Livealbum If You Want Blood You’ve Got It (November 1978) produziert hatten. Dies war ihre erste Produktion mit Brian Johnson. Während der Aufnahmen zu Who Made Who wurden die fünf weiteren folgenden kurzen Instrumentaltitel für den Film produziert:
- Death City (Angus Young, Malcolm Young)
- Bad Boy (Angus Young, Malcolm Young)
- Contre Attack (Angus Young, Malcolm Young)
- Scared (Angus Young, Malcolm Young)
- Humans Here (Angus Young, Malcolm Young)

## Titelliste
1. Who Made Who (Angus Young, Malcolm Young, Brian Johnson) – 3:27
2. You Shook Me All Night Long (Angus Young, Malcolm Young, Brian Johnson) – 3:31 (Album: Back in Black, 1980)
3. D.T. (Angus Young, Malcolm Young) – 2:56 (Instrumental)
4. Sink the Pink (Angus Young, Malcolm Young, Brian Johnson) – 4:15 (Album: Fly on the Wall, 1985)
5. Ride On (Angus Young, Malcolm Young, Bon Scott) – 5:50 (Album: Dirty Deeds Done Dirt Cheap, 1976)
6. Hells Bells (Angus Young, Malcolm Young, Brian Johnson) – 5:13 (Album: Back in Black, 1980)
7. Shake Your Foundations (Angus Young, Malcolm Young, Brian Johnson) – 4:10 (Album: Fly on the Wall, 1985 – Single Version: 3:53)
8. Chase the Ace (Angus Young, Malcolm Young) – 3:01 (Instrumental)
9. For Those About to Rock (We Salute You) (Angus Young, Malcolm Young, Brian Johnson) – 5:43 (Album: For Those About to Rock (We Salute You), 1981)

## Tournee
Auch mit diesem Album ging die Band auf Tournee. Die Who Made Who Tour fand in Nordamerika und Kanada statt und lief vom 30. Juli 1986 bis zum 20. September 1986. Es fanden über 40 Auftritte statt. Die Setlist umfasste neben dem Titelsong bekannte Klassiker einiger Alben der Band.

## Rezeption
Der Musikkritiker Michael Rensen zum Beispiel kam zu folgendem Urteil: „Who Made Who hat endlich wieder echte, sich in den Gehörgängen festfressende Hits am Start, wie man sie zuvor so schmerzlich vermisst hatte. Der nagelneue Titeltrack kann es spielend mit den AC/DC-Evergreens der Siebziger und frühen Achtziger aufnehmen, und obendrauf gibt's noch einige unsterbliche Klassiker der Marke Hells Bells und For Those About To Rock (We Salute You), die man sich gerne auch ein zweites Mal ins Regal stellt.“ Götz Kühnemund schrieb später im Rock Hard folgendes: „Als offizieller Soundtrack zu Steven Kings Maximum Overdrive erschien diese Compilation, die mit den beiden (belanglosen) Instrumentals D.T. und Chase the Ace sowie dem Titelsong (einer Hit-Single) drei bis dato unveröffentlichte Nummern enthält. Die Klassiker Hells Bells, For Those About to Rock, Ride On und You Shook Me All Night Long werten die Scheibe zwar etwas auf, aber unumgänglich ist sie trotzdem nicht.“ Er vergab acht von zehn Punkten.
Die Kritik des Metal Hammer stellt fest, dass die Bewertung dieser LP schwierig sei, da der Soundtrack hauptsächlich aus älterem Material bestehe, sodass man die Platte als eine Art Best of betrachten könne. Neben der neuen Single Who Made Who (die auf der LP anders gemixt sei) gebe es auch typische AC/DC-Tracks als Instrumentalstücke, die man sich gut mit Brian Johnsons Gesang vorstellen könne. Darüber hinaus enthalte das Album altbekannte Versionen bekannten Songs. Der AC/DC-Fan werde sicherlich zugreifen. Abschließend vergibt der Rezensent die Höchstwertung, da das Album den Fan mitreißen werde.

## Kommerzieller Erfolg

### Chartplatzierungen
Who Made Who avancierte mit Rang vier zum Top-10-Album in Australien.
| ChartsChartplatzierungen       | Höchstplatzierung | Wochen |
| ------------------------------ | ----------------- | ------ |
| Australien (ARIA)              | 4 (… Wo.)         | …      |
| Deutschland (GfK)              | 24 (10 Wo.)       | 10     |
| Österreich (Ö3)                | 28 (5 Wo.)        | 5      |
| Schweiz (IFPI)                 | 21 (3 Wo.)        | 3      |
| Vereinigte Staaten (Billboard) | 33 (42 Wo.)       | 42     |
| Vereinigtes Königreich (OCC)   | 11 (12 Wo.)       | 12     |

### Auszeichnungen für Musikverkäufe
Obwohl Who Made Who keine Top-Platzierung in den Vereinigten Staaten erreichte, wurde es mit fünf Platinauszeichnungen für mehr als 5 Millionen verkaufter Exemplare gewürdigt.
| Land/Region                  | Auszeichnungen für Musikverkäufe (Land/Region, Auszeichnung, Verkäufe) | Verkäufe  |
| ---------------------------- | ---------------------------------------------------------------------- | --------- |
| Argentinien (CAPIF)          | Gold                                                                   | 30.000    |
| Australien (ARIA)            | 5× Platin                                                              | 350.000   |
| Deutschland (BVMI)           | Platin                                                                 | 500.000   |
| Neuseeland (RMNZ)            | 2× Platin                                                              | 40.000    |
| Schweiz (IFPI)               | Gold                                                                   | 25.000    |
| Spanien (Promusicae)         | Gold                                                                   | 50.000    |
| Vereinigte Staaten (RIAA)    | 5× Platin                                                              | 5.000.000 |
| Vereinigtes Königreich (BPI) | Gold                                                                   | 100.000   |
| Insgesamt                    | 4× Gold · 13× Platin ·                                                 | 6.095.000 |

Hauptartikel: AC/DC/Auszeichnungen für Musikverkäufe

## Videoalbum
Zeitgleich mit dem Album wurde auch ein Videoband veröffentlicht, das Musikvideos der Stücke Who Made Who, You Shook Me All Night Long, Shake Your Foundations, Hells Bells sowie Livemitschnitte des Stücks For Those About to Rock (We Salute You) vom Auftritt in Detroit 1983 enthält. Das gesamte Material erschien auch 2005 auf der DVD Family Jewels.